# 夏川かほる
夏川 かほる（なつかわ かほる、1943年2月12日 - 1998年1月29日）は、日本の女優。本名は飯田一恵。東京市杉並区出身。母は女優の夏川静枝、父は作曲家の飯田信夫、叔父は俳優の夏川大二郎。特技は日本舞踊、三味線。

## 経歴
青山学院初等部、青山学院中等部・高等部を経て、青山学院大学文学部英文科を中退。
青山学院初等部に在学中、NHKラジオ『本日は晴天なり』『さくらんぼ大将』に出演する。1958年、国際劇場で初舞台。テレビドラマ『陽のあたる坂道』『風林火山』、映画『花くれないに』『秋津温泉』などに出演、その後は舞台を中心に活動した。
1998年1月29日、脳出血のため東京都目黒区の東邦病院で死去した。54歳没。母の夏川静枝に先立つちょうど1年前であった。

## 出演

### 映画
- 花くれないに（1957年）
- 秋津温泉（1962年） - 直子
- 母（1963年）
- 裸一貫（1964年）
- 夕陽の恋人（1969年）
- 喜劇 おめでたい奴（1971年）
- 裸の大将放浪記（1981年）

### テレビ
- 月よりの使者（1961年、NTV）
- 東芝日曜劇場　（TBS）
  - 第136話「あじさい」（1959年）
  - 第334話「かげ」（1963年）
- 陽のあたる坂道（1961年、TBS）
- 寒い朝（1959年、NTV）
- 女が階段を上る時（1961年、CX）
- 女の顔（1961年、NHK）
- 徳川家康（1964年、NET）
- 甲州遊侠伝 俺はども安 第2話「無宿者」（1965年、CX）
- ライオン奥様劇場（CX）
  - 愛染かつら（1965年）
  - 花影の人（1966年）
- 青雲五人の男（1966年、NTV）
- 銭形平次 （CX）
  - 第18話「玉の輿の呪い」（1966年）
  - 第51話「闇に消えた女」（1967年）
- 特別機動捜査隊 （NET）
  - 第260話「秋風の詩」（1966年）
  - 第387話「神への道」（1969年）
  - 第505話「あるアイディア」（1971年）
  - 第518話「わが道を行く」（1971年）
- 大河ドラマ （NHK）
  - 三姉妹（1967年）
  - 黄金の日日（1978年）
- 風 第3話「王手飛車とり」（1967年、TBS）
- 十一番目の志士（1968年、NET）
- 風林火山（1969年、NET）
- 怪奇ロマン劇場 第12話「八つ墓村」（1969年、NET）
- 男は度胸（1970年、NHK）
- 徳川おんな絵巻 第27話「花嫁学校」・第28話「恋を追う女」（1971年、KTV）
- 伝七捕物帳 （NTV）　- おとき
  - 第33話「情が結ぶ廻し文」（1974年）
  - 第38話「怪談・濡れた妖刀」（1974年）
  - 第51話「兄いずこ涙の辻占」（1974年）
  - 第62話「赤ん坊抱えた黒門町」（1975年）
  - 第108話「行くも戻るも地獄道」（1976年）
  - 第117話「紫房の十手が許さねえ！」 - 第119話「罪の身代わり子守唄」（1976年）　
  - 第132話「真夜中の白装束」（1976年）
- あかんたれ（1976年、THK）
- 達磨大助事件帳 第3話「父子だるま」（1977年、ANB） - お紋
- 特捜最前線 （1980年）
  - 第144話「ヨーコ・二人だけの新春哀歌!」（1980年）
  - 第222話「亡霊が見舞いに来る夜!」（1981年）
  - 第252話「或る挑戦!」（1982年）
- 闇を斬れ 第5話「恋姿・謎の美剣士」（1981年、KTV）
- はぐれ刑事純情派 第7シリーズ 第8話「悲しい酒! 女艶歌手の野望」（1994年、ANB）
- 月曜ドラマスペシャル / 早乙女千春の添乗報告書・伊豆湯けむりツアー殺人事件」（1996年、TBS）

### その他の番組
- 午後は○○おもいッきりテレビ（NTV）

### 舞台
- 建札門院
- 松風の家
- 影の軍団
- 戦国燃ゆ
- 桃中軒雲右衛門
- 夜桜お七